# ゲオルク・ヴィルヘルム・フォン・ハノーファー (1880-1912)
ゲオルク・ヴィルヘルム・フォン・ハノーファー・ウント・クンバーラント（ドイツ語: Georg Wilhelm von Hannover und Cumberland, 1880年10月28日 - 1912年5月20日）は、ハノーファー王国の王族の子孫。ハノーファー王子およびカンバーランド公子、グレートブリテン及びアイルランド王子、ブラウンシュヴァイク＝リューネブルク公。
グレートブリテン貴族であるカンバーランド＝テヴィオットデイル公の法定推定相続人としてアーマー伯（英語: Earl of Armagh）の儀礼称号で称された。

## 生涯
1880年10月28日、ハノーファー王太子であったカンバーランド＝テヴィオットデイル公エルンスト・アウグスト（2世）とその妃であったデンマーク王女ティーラ（クリスチャン9世の三女）の間に長男（第2子）としてオーストリア＝ハンガリー帝国のグムンデンに生まれた。洗礼名はゲオルク・ヴィルヘルム・クリスティアン・アルベルト・エトヴァルト・アレクサンダー・フリードリヒ・ヴァルデマール・エルンスト・アドルフ（ドイツ語: Georg Wilhelm Christian Albert Edward Alexander Friedrich Waldemar Ernst Adolf）。家族からは「太っちょ」（Plumpy）と呼ばれた。
大尉としてオーストリアの第42連隊に勤務した。1910年6月8日、イギリス王ジョージ5世からロイヤル・ヴィクトリア勲章ナイト・グランド・クロスに叙された。同年にウィーンで運転免許を取得し、レースやラリーに参加した。
1912年5月20日、伯父のデンマーク王フレゼリク8世の葬儀に参列するために自動車を運転していたところ、ドイツ帝国のプロイセン王国ブランデンブルク州ナッケル（現在のドイツ連邦共和国ブランデンブルク州オストプリーグニッツ＝ルピーン郡ヴスターハウゼン/ドッセ）で交通事故死した。31歳であった。未婚だったために子はなく、次弟のクリスティアンは既に死去していたため、ハノーファー家家長やカンバーランド公の法定推定相続人は末弟のエルンスト・アウグスト（3世）となった。

## 系譜
| ゲオルク・ヴィルヘルム | 父: エルンスト・アウグスト2世 | 祖父: ゲオルク5世 (ハノーファー王)             | 曾祖父: エルンスト・アウグスト (ハノーファー王)                  |
| ゲオルク・ヴィルヘルム | 父: エルンスト・アウグスト2世 | 祖父: ゲオルク5世 (ハノーファー王)             | 曾祖母: フリーデリケ・フォン・メクレンブルク＝シュトレーリッツ   |
| ゲオルク・ヴィルヘルム | 父: エルンスト・アウグスト2世 | 祖母: マリー・フォン・ザクセン＝アルテンブルク | 曾祖父: ヨーゼフ (ザクセン＝アルテンブルク公)                    |
| ゲオルク・ヴィルヘルム | 父: エルンスト・アウグスト2世 | 祖母: マリー・フォン・ザクセン＝アルテンブルク | 曽祖母: アマーリエ・フォン・ヴュルテンベルク                     |
| ゲオルク・ヴィルヘルム | 母: テューラ・ア・ダンマーク  | 祖父: クリスチャン9世 (デンマーク王)           | 曾祖父: フリードリヒ・ヴィルヘルム (グリュックスブルク公)        |
| ゲオルク・ヴィルヘルム | 母: テューラ・ア・ダンマーク  | 祖父: クリスチャン9世 (デンマーク王)           | 曾祖母: ルイーゼ・カロリーネ・フォン・ヘッセン＝カッセル         |
| ゲオルク・ヴィルヘルム | 母: テューラ・ア・ダンマーク  | 祖母: ルイーゼ・フォン・ヘッセン＝カッセル     | 曾祖父: ヴィルヘルム・フォン・ヘッセン＝カッセル＝ルンペンハイム |
| ゲオルク・ヴィルヘルム | 母: テューラ・ア・ダンマーク  | 祖母: ルイーゼ・フォン・ヘッセン＝カッセル     | 曾祖母: ルイーセ・シャロデ・ア・ダンマーク                       |